# 法國國鐵CC 40100型電力機車
CC 40100型电力机车是法国阿尔斯通公司为法国国家铁路公司设计制造的一种四电流制干线电力机车，适用于供电为1500伏直流电、3000伏直流电、15千伏16⅔赫兹的低频单相交流电、25千伏50赫兹工频单相交流电的电气化铁路。阿尔斯通公司累计生产了10台CC 40100型机车，其中首四台于1964年生产，而经过改进后的其余六台机车于1969年至1970年间交付使用，主要担当跨欧洲特快列车（TEE）的牵引任务。
为了满足连接巴黎、布鲁塞尔、阿姆斯特丹和科隆的国际联运直通列车的運轉需要，阿尔斯通公司为此开发了法国铁路第一种四电流制的电力机车，能够在法国的25千伏50赫兹交流电、比利时的3000伏直流电、荷兰的1500伏直流电、德国的15千伏16⅔赫兹交流电这四种供电下，无需在边境车站更换机车，以实现直通运行。因此，CC 40100型电力机车的车体长度相对较长，以容纳适应不同供电模式的电气设备，包括直流斩波控制、交流晶闸管相位控制；机车车顶并设有四台受电弓，分别对应四个国家不同的電車線规格。机车采用了法国电力机车传统的单电机转向架，每台转向架上装有一台大功率直流牵引电动机，通过万向接頭和齿轮驱动三根车轴。机车并设有两档传动齿轮调节，货运模式的最高速度为160公里/小时，客运模式的最高速度为240公里/小时。此外，CC 40100型机车也是法国第一种采用俗称“破鼻子”（Nez cassés）的反斜面司机室挡风玻璃的机车。
在CC 40100型电力机车基础上，阿尔斯通公司于1973年又为比利时国铁设计制造了18型电力机车。